# Le Cambout
Le Cambout è un comune delegato e frazione del comune di Plumieux, situato nel dipartimento delle Côtes-d'Armor nella regione della Bretagna. In precedenza comune autonomo, il 1º gennaio 2025 è confluito insieme all'ex comune di Coëtlogon nel nuovo comune di Plumieux.

## Storia

### Simboli
Il comune ha ripreso come proprio emblema lo stemma della famiglia du Cambout, che appariva già, senza colori, su un sigillo del 1405.

## Società

### Evoluzione demografica
Abitanti censiti